# Flandria (entreprise)
Pour les articles homonymes, voir Flandria.
Flandria (Ateliers Claeys Flandria) est un ancien fabricant de motos actif de 1894 à 1981. L'entreprise était basée à Zedelgem, en Région flamande, en Belgique.
L'entreprise a été le sponsor de l'équipe cycliste Flandria, une équipe cycliste belge professionnelle.

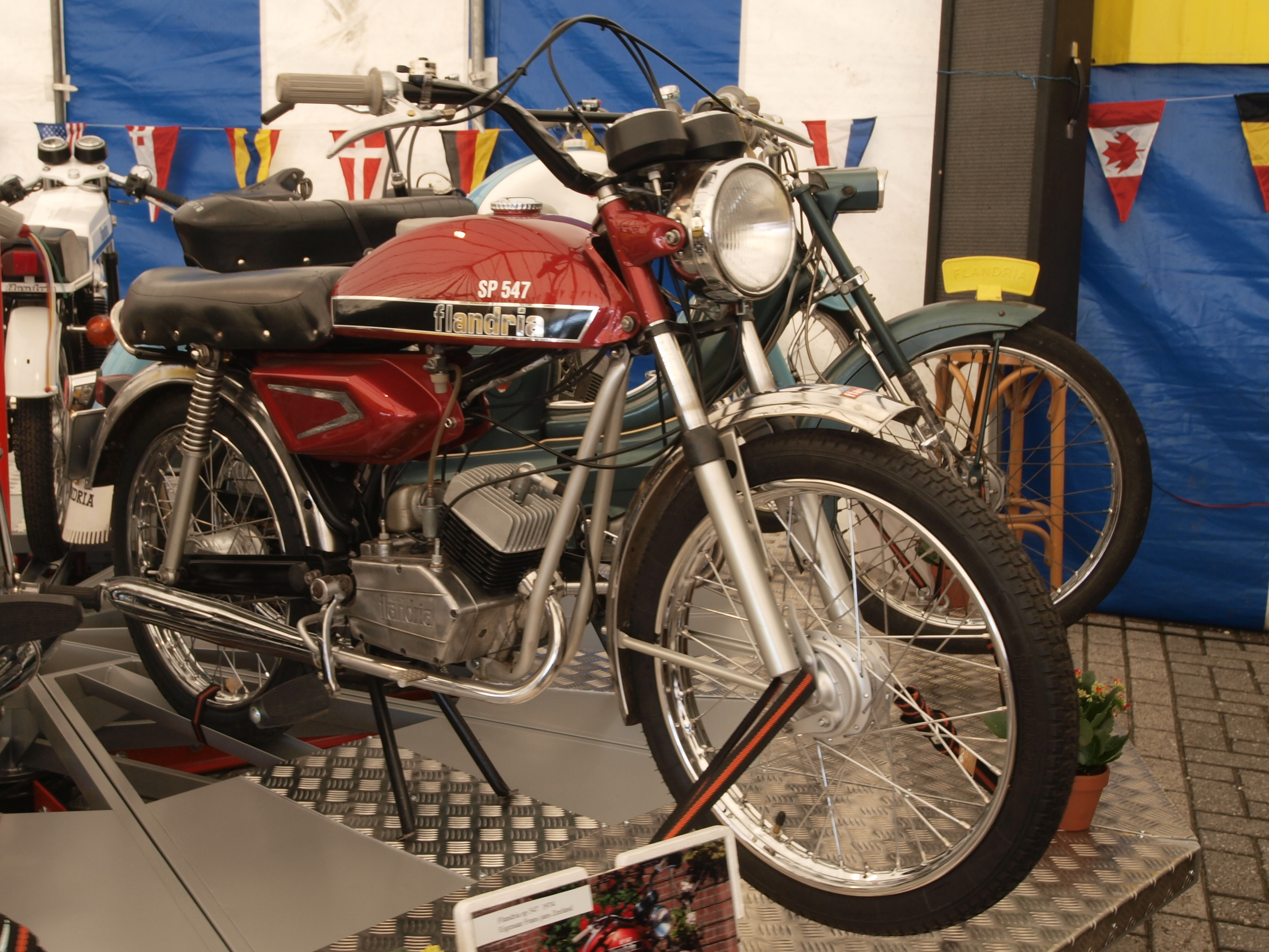
Flandria SP547.
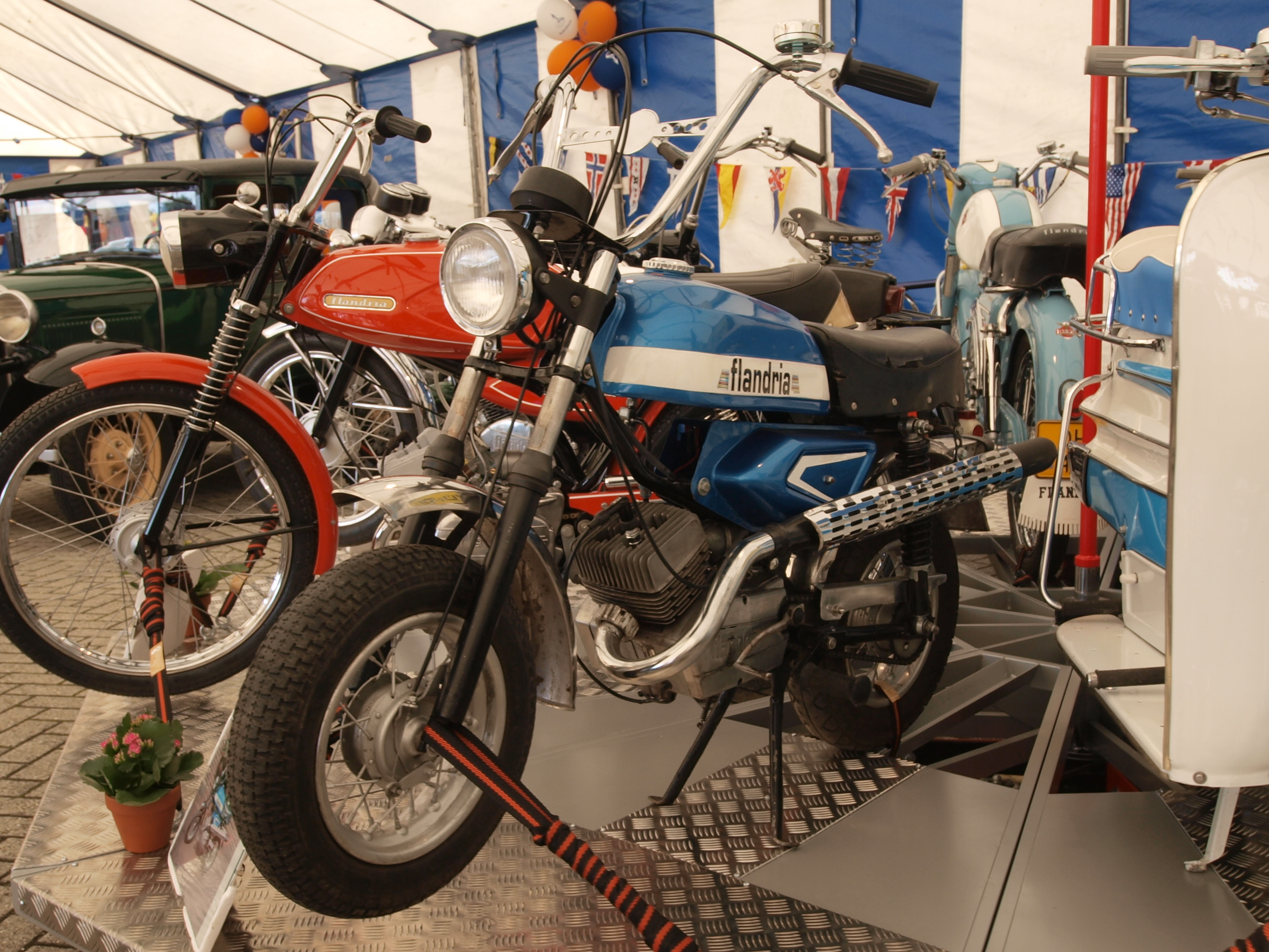
Motos.
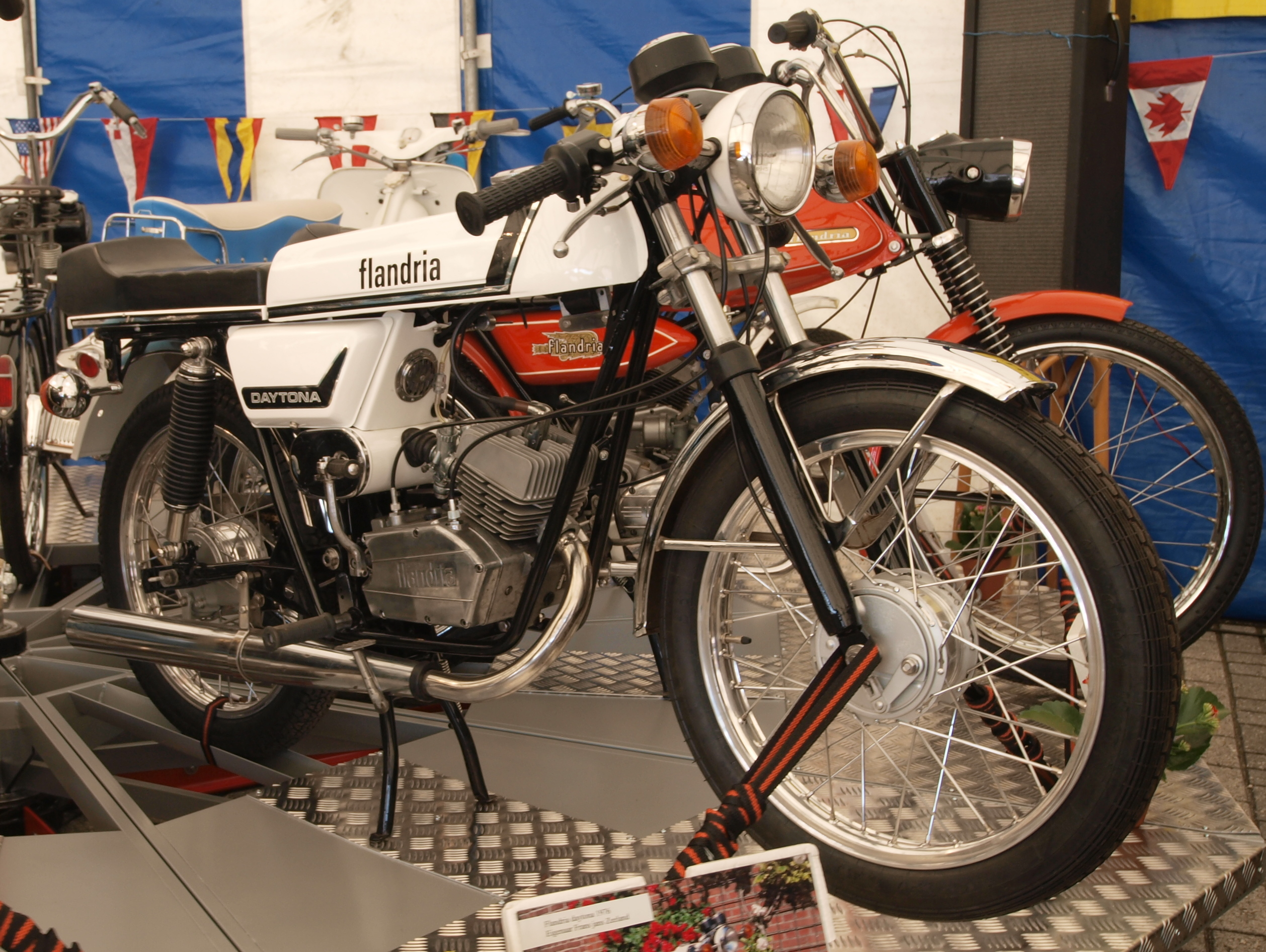
Flandria Daytona.
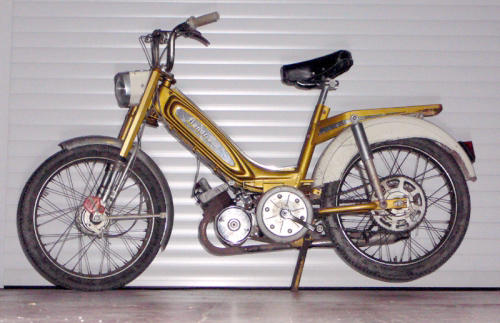
Vélomoto Flandria de 1975.
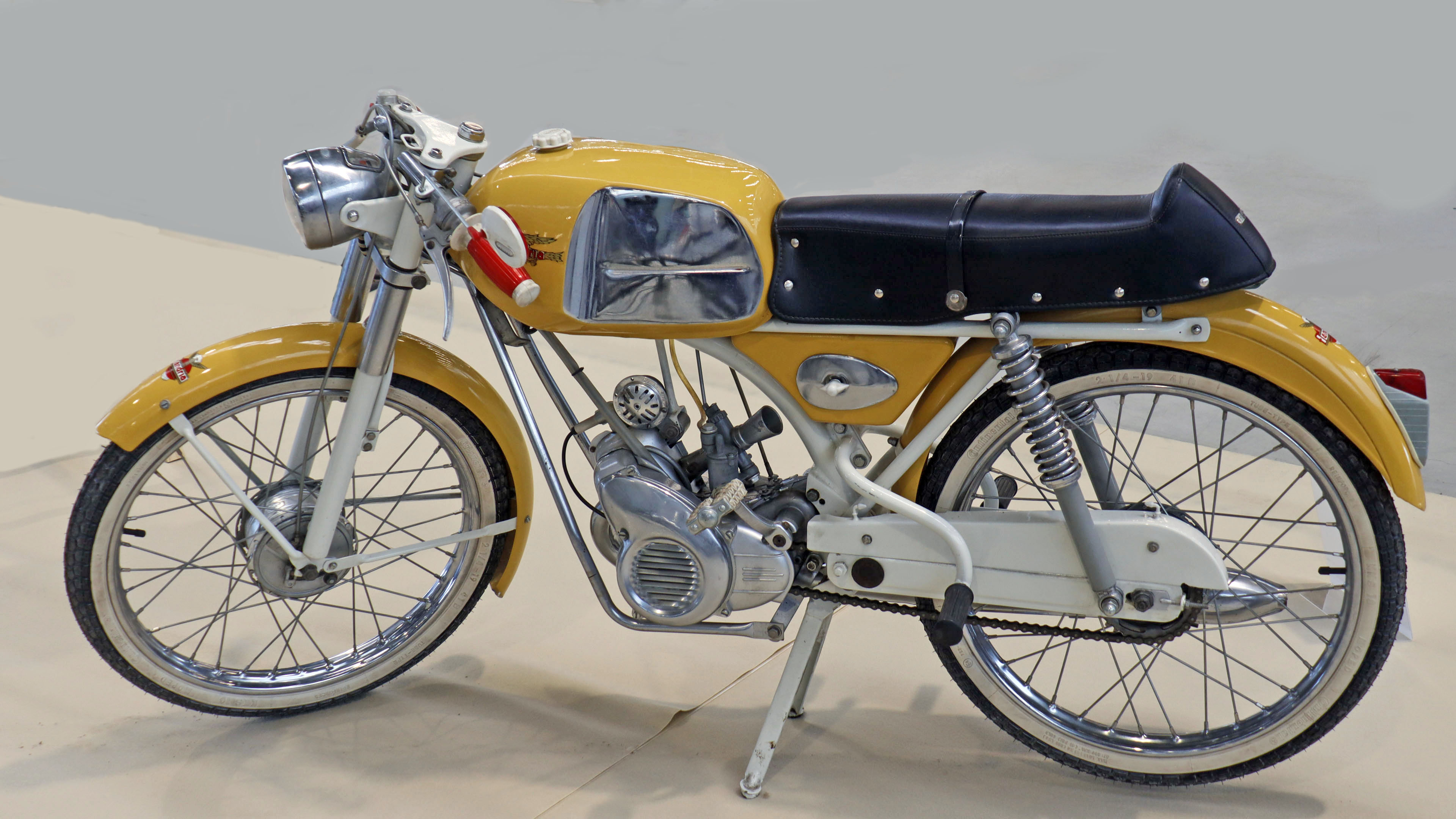
Flandria record.